# Mendozellus minutus
Mendozellus minutus är en insektsart som beskrevs av Rauno E. Linnavuori och Delong 1977. Mendozellus minutus ingår i släktet Mendozellus och familjen dvärgstritar. Inga underarter finns listade i Catalogue of Life.